# Gert Burkard
Gert Burkard (* 14. August 1939 in Berlin; † 28. Mai 2004 in München) war ein deutscher Schauspieler. 

## Leben
Gert Burkard wuchs auf in Berlin. Er wirkte als Schauspieler vor der Kamera von 1966 bis zu seinem Tod in mehr als 120 Film- und Fernsehproduktionen mit. Er war vor allem aktiv als Nebendarsteller in Krimiserien und Fernsehspielen und spielte die Rolle des Alwin Thieme in der erfolgreichen heiteren Serie Büro, Büro. 
Am 28. Mai 2004 starb Gert Burkard im Alter von 64 Jahren in seinem langjährigen Wohnort München.

## Filmografie (Auswahl)
- 1973: Tatort – Ein ganz gewöhnlicher Mord
- 1979: Der Millionenbauer (Fernsehserie)
- 1979–1986: Locker vom Hocker (Comedyreihe, 12 Folgen)
- 1981: Am Wannsee ist der Teufel los
- 1981: Ein Fall für zwei (Fernsehserie, 1 Folge)
- 1982: Drei gegen Hollywood
- 1982: Kottan ermittelt (Fernsehserie)
- 1982–1993: Büro, Büro (Fernsehserie)
- 1982–2002: Der Alte (Fernsehserie, 13 Folgen)
- 1983: Die Krimistunde (Fernsehserie)
- 1983: Martin Luther
- 1984: Wenn ich mich fürchte
- 1984: Didi – Der Doppelgänger
- 1984: Tatort – Rechnung ohne Wirt
- 1985: Didi und die Rache der Enterbten
- 1985: Der Schneemann
- 1985: Die Einsteiger
- 1985: Die Krimistunde (Fernsehserie)
- 1986: Verkehrsgericht, Folge 14
- 1986/1987: Der Unsichtbare
- 1986–1988: Polizeiinspektion 1 (Fernsehserie, 3 Folgen)
- 1986–1992: Die Hausmeisterin (Fernsehserie)
- 1987: Hafendetektiv (Fernsehserie, Folge: Haus Abendsonne)
- 1987: Hans im Glück (Mini-Serie)
- 1987–1992: Mit Leib und Seele (Fernsehserie)
- 1988–1996: Derrick (Fernsehserie, 4 Folgen)
- 1989: Meister Eder und sein Pumuckl (Fernsehserie)
- 1989: Er – Sie – Es
- 1990: Die Piefke-Saga
- 1992–1994: Marienhof (Fernsehserie)
- 1992–1997: Lindenstraße (Fernsehserie)
- 1993: Justiz
- 1993: Forsthaus Falkenau (Fernsehserie, 1 Folge)
- 1994: Das Phantom – Die Jagd nach Dagobert
- 1994: Salto Postale (Fernsehserie, 1 Folge)
- 1995: Schwurgericht (Fernsehserie)
- 1996: Ein fast perfekter Seitensprung
- 1996: Tatort – Heilig Blut
- 1997: Der Bulle von Tölz: Tod auf Tournee
- 1997: Der König von St. Pauli (TV-Mehrteiler)
- 1998: Polizeiruf 110 – Hetzjagd
- 1998–2000: Siska (Fernsehserie, 3 Folgen)
- 1999: Tatort – Das Glockenbachgeheimnis
- 1999: Dr. Stefan Frank – Der Arzt, dem die Frauen vertrauen (Fernsehserie, 1 Folge)
- 2000: Der tote Taucher im Wald
- 2001: Das Sams
- 2001: Alphateam – Die Lebensretter im OP (Fernsehserie, 1 Folge)
- 2003: Sams in Gefahr